# Coptomia jarrigei
Coptomia jarrigei är en skalbaggsart som beskrevs av Ruter 1964. Coptomia jarrigei ingår i släktet Coptomia och familjen Cetoniidae. Inga underarter finns listade i Catalogue of Life.